# Mafana
Mafana é um gênero de traça pertencente à família Arctiidae.